# Tmesisternus vinculatus
Tmesisternus vinculatus là một loài bọ cánh cứng trong họ Cerambycidae.